# الدوري السويدي الممتاز 2016
الدوري السويدي الممتاز 2016 هو موسم من الدوري السويدي الممتاز. أقيم خلال الفترة 2 أبريل 2016 وحتى 6 نوفمبر 2016، وفاز فيه نادي مالمو.